# Pleură
Pleura este o membrană seroasă care acoperă plămânul și căptușește cavitatea toracică, care este un spațiu relativ închis, delimitat de pereții cutiei toracice (coaste) și diafragmă. În interiorul cavității toracice se află trei spații seroase, două laterale pentru plămâni și unul ventral și median pentru cord (inimă). Pleura are o topografie condiționată de raportul dintre ea și organele aflate în cavitatea toracică. Ea este mulată parțial pe pereții cavității toracice prin intermediul unui țesut conjunctiv ce constituie fascia endotoracică. Aceasta umple golurile dintre peretele toracic și pleură și suspendă în același timp toate organele aflate în spațiul mediastinal, alcătuind în dreptul cordului pericardul fibros și ligamentul sternopericardic. La nivelul intrării pieptului ea se continuă în regiunea cervicală cu fascia cervicală mijlocie.
O parte a pereților sacilor pleurali învelesc organele în spațiul mediastinal sau între pleură și peretele toracic. Datorită acestei situații, fiecare sac pleural are seroasa împărțită în mai multe porțiuni și anume: o porțiune costală, o porțiune diafragmatică, o porțiune mediastinală, o porțiune pulmonară  și o porțiune care leagă pleura pulmonară de cea mediastinală, constituind ligamentul pulmonar.